# Chris Wedge
John Christian "Chris" Wedge (født 20. marts 1957 i Binghamton, New York) er en amerikansk filminstruktør, producer og stemmeskuespiller. Han er en af grundlæggerne af Blue Sky Studios, og har også sit eget firma, WedgeWorks. Han har varet ansvarig for Blue Sky Studios' film, og var instruktør på Ice Age, Robotter og Epic. Han er også kendt for at spille Scrat i Ice Age-sagaen.